# TV 1848 Schwabach
Der Turnverein 1848 Schwabach ist der älteste und mit ca. 2200 Mitgliedern (Stand Anfang 2021) zweitgrößte Sportverein in Schwabach in Mittelfranken. Er bietet in 16 Abteilungen Sportarten im Leistungs- und Wettkampfsport sowie im Breitensport an.

## Geschichte
Der TV 1848 Schwabach wurde am 18. September 1848 im Zuge der revolutionären Bewegungen in Deutschland gegründet.
Die Ziele des Vereins waren im Rahmen der deutschen Turnbewegung nach Turnvater Jahn „die Hebung und Förderung sowohl der körperlichen wie geistigen Manneskraft des Einzelnen“, um „die Pflichten des Privatlebens wie des öffentlichen Lebens … zu erfüllen“. Diese Ziele sollten nicht nur durch Turnübungen, sondern unter anderem auch durch „Vorlesungen und freie Vorträge“ erreicht werden. Dabei war auch vom „gemeinsamen deutschen Vaterland“ die Rede.
Doch schon bald wurde er im Zuge der Reaktionsära nach dem Scheitern der Revolution am 13. April 1850 durch Beschluss des Magistrats der Stadt wegen „Verfolgung politischer Zwecke“ verboten.
Seine Wiedergründung als „Turn- und Rettungsverein“ (Turnerfeuerwehr) fand am 11. Oktober 1860 statt. Seit 1861 gab es eine Turnerjugend. Seit 1871 wurde die städtische Turnhalle an der Wöhrwiese genutzt. Nach der Gründung der Freiwilligen Feuerwehr Schwabach kam es 1880 zur Beendigung der Turnerfeuerwehr, neuer Name war „Turnverein Schwabach 1860“.
Seit 1905 gab es Frauenturnen.
1911 wurde ein eigenes Gelände an der Jahnstraße erworben und die erste eigene Jahnturnhalle eingeweiht sowie ein Turnplatz, der auch zum Fußballspielen genutzt wurde.
Seit 1913 heißt der Verein wieder „Turnverein 1848 Schwabach“.
Die Jahre 1910 bis 1930 waren gekennzeichnet vom Ausbau der Sportanlagen (1926 eigene 400-m-Aschenbahn für die Leichtathleten und eigener Fußballplatz) und der Ausweitung des Sportangebotes: So kamen Fußball (wurde seit 1909 gespielt, offiziell seit 1911), Fechten (seit 1913), Faustball (seit 1914) und Hockey (seit 1920) hinzu.
Spannungen gab es wegen der Abgrenzung des bürgerlichen TV 48 gegenüber dem Arbeiterturnverein TSV 04 Schwabach (gegründet 1904, heute SC 04 Schwabach) sowie wegen der Verbandsstreitigkeiten zwischen der Deutschen Turnerschaft und der Deutschen Sportbehörde für Athletik vor allem wegen des Fußballs.
Trotz der Anbiederung der Deutschen Turnerschaft an die NS-Herrschaft wurde ab 1933 das „Führerprinzip“ auch beim TV 1848 Schwabach eingeführt, nachdem der Vereinsvorstand zurückgetreten war. In der Folge wurde das Wehrturnen (Wehrsport) eingeführt, das Vereinsgelände wurde fortan laufend von der NSDAP und deren Gliederungen benutzt.
Bei den Olympischen Spielen 1936 in Berlin wurde der Turner Matthias Volz Olympiasieger im Turnen mit der Mannschaft und gewann je eine Bronzemedaille in den Einzelwettbewerben im Pferdsprung und im Ringeturnen.
Mit dem Ende des Krieges war das Sportgelände verwüstet und der Sportbetrieb war zum Erliegen gekommen, am 22. Januar 1946 erhielt der Verein von der Militärregierung der Vereinigten Staaten für Deutschland die Genehmigung zur Wiederaufnahme der Vereinstätigkeit mit der Auflage, dass ehemalige NSDAP-Mitglieder dem Verein nicht mehr angehören dürfen. Aus diesem Grund wurde auch der Olympiasieger Matthias Volz ausgeschlossen und erhielt Turnplatzverbot.
Bis zum hundertsten Jubiläum 1948 gelang der Wiederaufbau der Turnhalle und des Platzes.
1972 wurde die neue Jahnhalle fertiggestellt (heute Jahnhalle I), 1994 die neuen Jahnhallen II und III (Judohalle) mit einem Fitness-Center, 1997 kam ein Kunstrasen-Hockeyplatz dazu, der 2016 mit einem neuen Belag erneuert wurde.
Seit 2001 steht eine neue Leichtathletikanlage mit 400-m-Bahn und Sprung- und Wurfanlagen zur Verfügung. Die Sportanlagen werden auch von der Stadt für den Sportunterricht der Schulen genutzt.
2021 wurde die Leichtathletikanlage erneuert sowie die neue Abteilung Triathlon gegründet.

## Der Verein heute
Nach der Hochzeit gegen Ende der 1990er Jahre (1998: über 3000 Mitglieder in 16 Abteilungen) hat der Verein heute (2021) circa 2200 Mitglieder in 15 Abteilungen: Basketball, Faustball, Fechten, Fitness- und Gesundheitssport, Fußball, Hockey, Judo, Leichtathletik, Musikzug, Taekwondo, Tanzen, Tischtennis, Triathlon, Turnen und Gymnastik, Turner-Exkneipe Bavaria, Fitness-Center.
Seit 1993 veranstaltet der TV 1848 Schwabach jährlich am 2. Sonntag im Oktober den Schwabacher Citylauf, derzeit (2018) mit Strecken über 21,1 km (Halbmarathon), 10 km (Hauptlauf) und 5,3 km (Hobbylauf) sowie Strecken für Schüler (1200 m), Kinder (1200 m) und Bambini (400 m) und einer Nordic-Walking-Strecke (5,3 km).
2018 starteten insgesamt ca. 1100 Läuferinnen und Läufer.
Nach eine Zwangspause wegen Corona fand am 10. Oktober 2021 der 28. Citylauf statt.

## Abteilungen

### Basketball
Die Basketballabteilung des TV 1848 Schwabach ist mit 25 Teams und ca. 300 Mitgliedern (2020) einer der größten Basketballvereine im Großraum Nürnberg. Im weiblichen Basketball wurde in den vergangenen fünfzehn Jahren (ca. seit 2005) ein Nachwuchsförderungskonzept mit Teilnahme in mehreren Jugend-Bayernligen erarbeitet.
Die 1. Damen spielten erstmals 2013 in der Regionalliga Südost, nach dem Abstieg 2014 gelang 2015 der Wiederaufstieg. 2018 gelang der sensationelle Aufstieg in die 2. Damen-Basketball-Bundesliga, in der die KiaBaskets auch in der Saison 2021/22 noch spielen. 2020 qualifizierten sie sich erstmals für die Play-offs, die dann jedoch wegen der Corona-Pandemie nicht stattfanden.
Die 2. Damen spielen in der Bayernliga. Erstmals in Mittelfranken konnte 2014 eine Mannschaft in der WNBL (weibliche Nachwuchs-Bundesliga) etabliert werden. Auch im männlichen Bereich sind alle Altersklassen im Spielbetrieb vertreten, die 1. Herren spielen nach einem Jahr in der Bayernliga Mitte in der Saison 22/23 wieder in der Bezirksoberliga Mittelfranken.

### Fechten
Die Fecht-Abteilung des TV 1848 Schwabach wurde am 15. Oktober 1913 gegründet. Doch durch den Ersten Weltkrieg kam der Fechtsport schon bald zum Erliegen. Erst 1923 wurde beim TV 1848 Schwabach wieder Fechtsport betrieben. In den 1920er Jahren hatte die kleine Abteilung in Mittelfranken einen guten Namen. Nach der Unterbrechung des Sportbetriebs durch den Zweiten Weltkrieg war es in der Nachkriegszeit zunächst in Deutschland verboten Fechtsport auszuüben. Ab 1950 wurde in Deutschland wieder gefochten, ab 1951 auch beim TV 1848 Schwabach. In den folgenden Jahren entwickelte sich der TV 1848 zu einer der besten Fechtvereine in ganz Bayern. In den 1960er und vor allem in den 1970er Jahren wurden viele bayerische Meistertitel nach Schwabach geholt. Auch zu Beginn des neuen Jahrtausends erreichten Jugendliche immer wieder Spitzenplätze bei bayerischen Meisterschaften.
2013 feierte die Abteilung ihr hundertstes Jubiläum (7. November) und zählte ca. 50 Mitglieder. 2020 sind es ca. 30 Mitglieder.

### Faustball
Faustball wurde beim TV 1848 Schwabach vermutlich schon um die Jahrhundertwende (1900) gespielt – urkundlich belegt ist das Jahr 1914. Nach zwei Weltkriegen wurde ab 1948 wieder Faustball gespielt. Im August 1949 erfolgte durch Otto Dünkelmeier die Wiedergründung der Faustballabteilung. Seit dieser Zeit wurde ein eigener Faustballplatz in Eigenregie angelegt (1961–1964), beim Hallenbau des Hauptvereins (heute Jahnhalle 1) wurde tatkräftig mitgeholfen und so wird auch seit 1972 Faustball in der Halle gespielt.
Der sportlich erfolgreichste Zeitraum war von Mitte der 1980er bis Mitte der 1990er Jahre. Die Damenmannschaft stieg auf bis in die Bayernliga und nahm mehrmals an den deutschen Meisterschaften über 30 Jahre teil, die Männer 40 und später Männer 50 erreichten ebenfalls mehrere Male die deutsche Meisterschaft, die sie auch 1998 als Ausrichter nach Schwabach holen konnten. Die männliche Jugend nahm 1986 an den deutschen Hallenmeisterschaften teil und der Stamm dieser Mannschaft spielte sich bis in die 2. Bundesliga (1989–1991). Mit dem Aufstieg der 1. Damen in die 2. Bundesliga (Halle) konnten die Faustballer 2014 an diese früheren Erfolge anknüpfen.
Heute (2020) zählt die Abteilung ca. 80 Mitglieder und folgende Mannschaften im Spielbetrieb: 1. Damen in der 2. Bundesliga, eine 2. Damenmannschaft (Bezirksliga) und drei Männermannschaften in Bezirksliga und Kreisliga B.
Im Jugendbereich gibt es eine U 10 mix, je eine U 12 und U 14 männlich und weiblich sowie eine U 18 weiblich.
2014 beging die Abteilung ihr hundertstes Jubiläum und ist damit die vierte Abteilung, die mindestens 100 Jahre existiert – nach Turnen (seit 1848), Fußball (seit 1911) und Fechten (seit 1913).

### Fußball
2011 feierte die Fußball-Abteilung ihr 100. Jubiläum. Gleichzeitig stieg die 1. Herren-Mannschaft 2011 in die Kreisklasse auf. 2017 stieg sie in die A-Klasse ab, 2018 in die B-Klasse. 2019 gelang der Wiederaufstieg in die A-Klasse.
Insgesamt hat die Fußball-Abteilung ca. 250 Mitglieder (2020) und 15 Mannschaften im Spielbetrieb.

### Hockey

#### Geschichte
Gegründet wurde die Hockeyabteilung wohl um das Jahr 1926 und ist damit gut halb so alt wie der Hauptverein. Die Gründungsmitglieder stammten damals größtenteils aus der Leichtathletikabteilung.
In den folgenden Jahren entwickelte sich aus diesen Anfängen eine erfolgreiche Abteilung, die bayernweit Anerkennung fand. Der Zweite Weltkrieg beendete diese erste Blütezeit, doch nach 1945 waren die Hockerer unter den ersten, die den Spielbetrieb wieder aufnahmen. 1955 jedoch stand die Hockeyabteilung vor der größten Krise ihrer Geschichte, als sie nur noch etwa zehn Mitglieder zählte und beinahe aufgelöst wurde.
Zum Glück konnte dies durch gemeinsame Anstrengungen vermieden werden, und im Folgenden vermochten die Herren des TV 48 wieder an die Vorkriegserfolge anzuknüpfen. Allerdings gab es damals weder eine Damenmannschaft noch effektive Jugendarbeit.
Ein Meilenstein in der Entwicklung der Abteilung war das Jahr 1967, als die Hockerer es geschafft hatten, das vom Hauptverein zur Verfügung gestellte Areal hinter der Jahnhalle in Eigenarbeit in einen gut bespielbaren Rasenhockeyplatz zu verwandeln. Damals begann Hans Hofer auch wieder mit Jugendarbeit.
Als 1972 die deutsche Hockeynationalmannschaft in München Olympiasieger wurde, erhoffte man sich positive Auswirkungen auf die Basis. Deswegen intensivierte Manfred Winkler die Jugendarbeit, was den Anfang einer großartigen Entwicklung bis zum heutigen Tage darstellte. Seit Juni 1976 wurde auch systematisch eine Mädchenabteilung aufgebaut, die bis heute überaus erfolgreich ist und aus der heraus eine Damenmannschaft erwuchs, die erstmals in der Hallensaison 1983/84 eingesetzt wurde.

#### Heutige Situation
Die Hockeyabteilung hat ca. 330 Mitglieder (2020), davon mehr als die Hälfte im Kinder- und Jugendbereich. Nach einem rasanten Wachstum zwischen 1990 und 2010 stagniert diese Zahl seit einigen Jahren auf diesem ansehnlichen Niveau.
In der Hallensaison 2016/17 hat die Abteilung 30 Mannschaften im Spielbetrieb. In der Feldsaison 2016 waren es 23 Teams.
Der TV 48 ist damit einer der mannschaftsreichsten Vereine im Bereich des Bayerischen Hockey-Verbandes.
2014 waren erstmals in der Geschichte sowohl im Feldhockey als auch im Hallenhockey die 1. Mannschaften der Damen und der Herren in der Regionalliga vertreten.
Die 1. Mannschaft der Herren spielt beim Feldhockey (nach Abstieg 2014 und Wiederaufstieg in die 2. Regionalliga Süd 2015 sowie dem sofortigen Wiederabstieg) in der Saison 2016 wieder in der Oberliga Bayern und beim Hallenhockey 2016/17 ebenfalls in der Oberliga Bayern.
Die 1. Mannschaft der Damen spielt ebenfalls beim Feldhockey und Hallenhockey seit den Abstiegen 2014 und 2015 in der aktuellen Saison 2016/17 in der Oberliga Bayern.
Die 2. Mannschaft der Herren spielt aktuell (2016) auf dem Feld in der 1. Verbandsliga Nordbayern und in der Halle in der 2. Verbandsliga Nordbayern.
Darüber hinaus gibt es eine 3. Herrenmannschaft und eine 2. Damenmannschaft in der Halle sowie eine Freizeitmannschaft und eine Seniorenmannschaft.
Nach 19 Jahren war der erste Kunstrasen von 1997 nicht mehr bespielbar und konnte durch eine große finanzielle Kraftanstrengung 2016 durch einen neuen Kunstrasenbelag ersetzt werden. Die Eröffnung war im Oktober 2016.

#### Jugendarbeit
Seit 40 Jahren trägt die Jugendarbeit Früchte. Bereits 1981 wurde der Abteilung von der Deutschen Jugendhockeyzeitung bestätigt, dass sie die beste Jugendarbeit im Bereich des Deutschen Hockey-Bundes geleistet hatte. Heute ist der TV 1848 im Jugendbereich einer der erfolgreichsten Hockeyvereine in ganz Bayern.
Seit 1970 (bis 2016) waren 111 Mal Schwabacher Jugendmannschaften Mittelfränkischer bzw. Nordbayerischer Meister. In diesem Zeitraum wurden bei 194 Teilnahmen bei Bayerischen Meisterschaften zwanzig erste Plätze (Feld 81: Knaben A; Halle 86/7: Mädchen A; Halle 87/8: Jugend B; Halle 88/9: Jugend A; Feld 89: weibliche Jugend und Mädchen A; Halle 89/90: weibliche Jugend und Mädchen A; Feld 1990: weibliche Jugend; Halle 1992/3: weibliche Jugend; Halle 1993/4: Mädchen B; Feld 1998: Mädchen B; Feld 1999: Mädchen B; Halle 1999/ 2000: Mädchen B; Feld 2000: weibliche Jugend B; Halle 2000/01, Mädchen A; Halle 2001/02: Mädchen A; Feld 2002: Mädchen A, Halle 2002/03: weibliche Jugend A, Feld 2004: weibliche Jugend A, Feld 2008: Mädchen B), 63 zweite Plätze, 43 dritte Plätze, 58 vierte Plätze, 5 fünfte Plätze und 4 sechste Plätze errungen. Insgesamt 57 Mal konnte man sich für die süddeutschen Meisterschaften (Halle) bzw. Vorrunden zur deutschen Meisterschaft (Feld) qualifizieren, wobei den größten Erfolg die Mädchen A in der Hallensaison 2000/01 verzeichnen konnten, die zunächst bei der süddeutschen Meisterschaft den dritten Platz erreichten und dann als völliger Außenseiter bei der deutschen Meisterschaft den Vizemeistertitel holen konnten. Im Feld wurde dasselbe Team auf eigenem Platz Dritter bei der deutschen Meisterschaft, in der Saison 2001/02 Vierter. Dieselbe Altersgruppe konnte sich in der Hallensaison 2005/06 noch einmal als A-Jugend mit dem dritten Platz bei der süddeutschen Meisterschaft für die deutsche qualifizieren (Platz 7).
Aus dieser breiten, erfolgreichen Basis heraus konnten sich viele Spieler für höhere Aufgaben empfehlen: So sind immer wieder Schwabacher Aktive in den Nordbayernauswahlen und bei den BHV-Lehrgängen zu finden, regelmäßig schaffen es auch einige zu den DHB-Sichtungslehrgängen. Seit Jahren spielen immer wieder Mädchen und Jungen erfolgreich in den Bayernauswahlen mit.
Nachdem Heike Woroneck Mitte der 1980er Jahre mehrere Länderspiele als Linksaußen absolviert hatte und Brigitte Weber als Torhüterin vorübergehend der Sprung in den weiblichen DHB-Kader geschafft hatte, absolvierte Anja Loy ebenfalls als Torhüterin 1998 einige Länderspiele bei der weiblichen Jugend B. 2001 schaffte Julia Weiß als jüngste ihres Kaders den Sprung in den U-16-Kader, mit dem sie im Rahmen des deutsch-französischen Trainingslagers drei Länderspiele absolvierte. Im Jahr 2003 konnte Bettina Romann an derselben Maßnahme teilnehmen. Julia Felßner wurde in derselben Saison sogar mit der B-Jugend-Auswahl des DHB Europameisterin und steuerte dazu einige Treffer bei. Einige Zeit lang gehörte Christoph Romann zum männlichen U-16-Kader. Im Frühjahr und Sommer 2011 schließlich entwickelte sich Michelle Strobel zu einer Stammspielerin der U-16-Auswahl.
Im Jahr 2012 stieß Pauline Kosmann zum B-Jugendkader.
Bekannte Hockeyspieler wie die Hentschel-Brüder, Alexandra Kollmar oder Justus Scharowski lernten ebenfalls das Hockeyspielen in Schwabach.
Am Anfang des neuen Jahrtausends waren die Schwabacher wieder wie in den 1980er Jahren schon einmal in der Spitze des bayerischen Jugendhockeys angelangt. Die Durststrecke in der Zwischenzeit war Folge der Tatsache, dass es in Schwabach viel zu lange dauerte, bis der Bau eines Kunstrasens finanziert werden konnte. So verlor man in den 1990er Jahren eine ganze Reihe Talente an Konkurrenten, die bereits auf dieser Unterlage spielten.

### Judo
Die Abteilung Judo wurde 1978 gegründet. 2018 konnte sie ihr 40-jähriges Bestehen feiern und zählt aktuell (2020) ca. 90 Mitglieder.